# Шудумка (приток Пижмы)
Шудумка — река в России, протекает в Тужинском районе Кировской области. Устье реки находится в 154 км по правому берегу реки Пижма. Длина реки составляет 15 км.
Исток реки находится в лесах западнее села Караванное в 26 км к северо-западу от районного центра, посёлка Тужа, близ границы с Нижегородской областью. Река течёт на восток, протекает деревни Караванное, Шудумцы, Матвеево, Большой Кугунур. Крупнейший приток — Писаревка (правый). Впадает в Пижму на её заболоченной пойме в 18 км к северо-западу от посёлка Тужа.

## Данные водного реестра
По данным государственного водного реестра России относится к Камскому бассейновому округу, водохозяйственный участок реки — Вятка от города Котельнич до водомерного поста посёлка городского типа Аркуль, речной подбассейн реки — Вятка. Речной бассейн реки — Кама.
По данным геоинформационной системы водохозяйственного районирования территории РФ, подготовленной Федеральным агентством водных ресурсов:
- Код водного объекта в государственном водном реестре — 10010300412111100036818
- Код по гидрологической изученности (ГИ) — 111103681
- Код бассейна — 10.01.03.004
- Номер тома по ГИ — 11
- Выпуск по ГИ — 1